# Ipip-Fest
Das Ipip-Fest, auch Apip-Fest, (griechisch Epiphi-Fest; koptisch Epip-Fest; arabisch Abib-Fest) wurde als „Schönes Fest für die Ipet von ihrer Majestät“ in Verbindung mit der „Vereinigung des Auges von Re und des Auges von Horus am Tag der Reinigung“ bereits im Alten Reich als eines der Hauptfeste bei Neumond am ersten Tag im Monat Ipet-hemet des Sothis-Kalenders eröffnet. Hauptkultort des Ipip-Festes war Edfu.

## Hintergrund

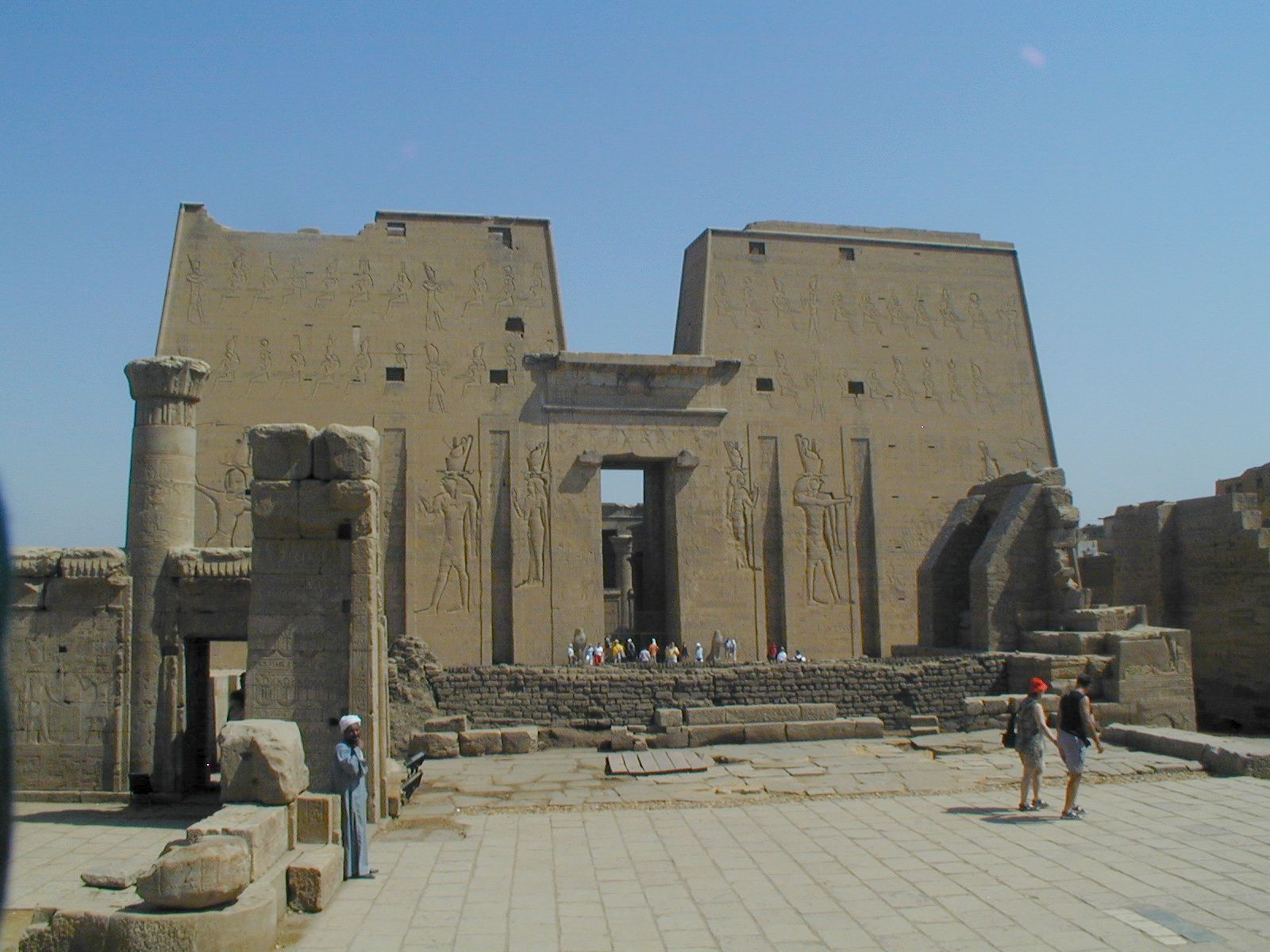
Pylon des Horustempels in Edfu

Im Festkalender von Edfu ist im Mittleren Reich das Ipet-hemet-Fest unter Sesostris I. und Amenemhet II. sicher belegt. Die Vorbereitung auf dieses Edfu-Fest und die dazugehörige Kultreise der Ipet begann jedoch schon im elften Monat Chenti-chet, der später auf den zehnten Monat als Payni verschoben wurde, während gleichzeitig der zwölfte Monat Ipet-hemet auf den elften Monat Ipip (Epiphi) wanderte.
Im Neuen Reich näherten sich zunächst die Beziehungen und Merkmale der beiden Göttinnen Hathor und Mut einander an. Im weiteren Verlauf verschmolz Mut mit Hathor unter dem neuen Titel „Mut-Hathor in Theben“ zu einer gemeinsamen Gottheit. Memphis, der frühere Kultort von Mut, wurde aufgegeben und nach Karnak verlegt.
Der Kult des Amun-Re, seit der 11. Dynastie als Lokalgottheit Thebens verehrt, erfuhr nach der Zweiten Zwischenzeit aufgrund der Traditionen des Mittleren Reiches stärkere Beliebtheit. Bedingt durch die Verschmelzung von Hathor und Mut und deren Kultortverlegung entstand die neue Verbindung zwischen Amun-Re und „Mut-Hathor“, die nun Amaunet als dessen Gemahlin ablöste. Ihr Aufstieg in den neuen Stand als „Herrin des Himmels“ ließ sie daher selbst den Rang einer Sonnengottheit einnehmen. Mit Chons, den „Mut-Hathor“ für Amun-Re als Sohn gebar, bildete sich die neue Trias in Theben.

Das Auge des Re (Spiegelung vom Horus-Auge)

Als „Herrin des Himmels“ übernahm „Mut-Hathor“ automatisch die mythologische Funktion „Auge des Re“. Mit der Erhebung zum „Sonnenauge“ vereinte „Mut-Hathor“ auch die Eigenschaften der Löwengöttin Sachmet in sich und symbolisierte in Löwengestalt als „Auge des Re“ die Uräusschlange des Re. Die Göttin Mut führte schon in der 11. Dynastie die Beinamen  „die Zauberreiche“ und „die Uräusschlange (Uret-hekau)“, die ebenfalls auf das Sonnenauge verwiesen. In weiteren Abbildungen ist sie als Frau mit der Hieroglyphe für „Westen“ oder auch als Nilpferd dargestellt.
Im Neuen Reich ordnete Thutmosis III. die Feier für den neuen Hathor-Tempel in Edfu an, dessen Ausrichtung nun die Hathor-Statue in südliche Richtung zum Horus-Tempel blicken ließ. Noch zur Ptolemäerzeit wurde an einem der Seitentore des Vorhofes mit dem Namen „Hathorportal“ folgende Inschrift angebracht: „Eingezogen ist die Göttin Hathor, die Herrin von Dendera, bei ihrem Kommen nach Edfu“.

## Festablauf

### Aufbruch in Dendera

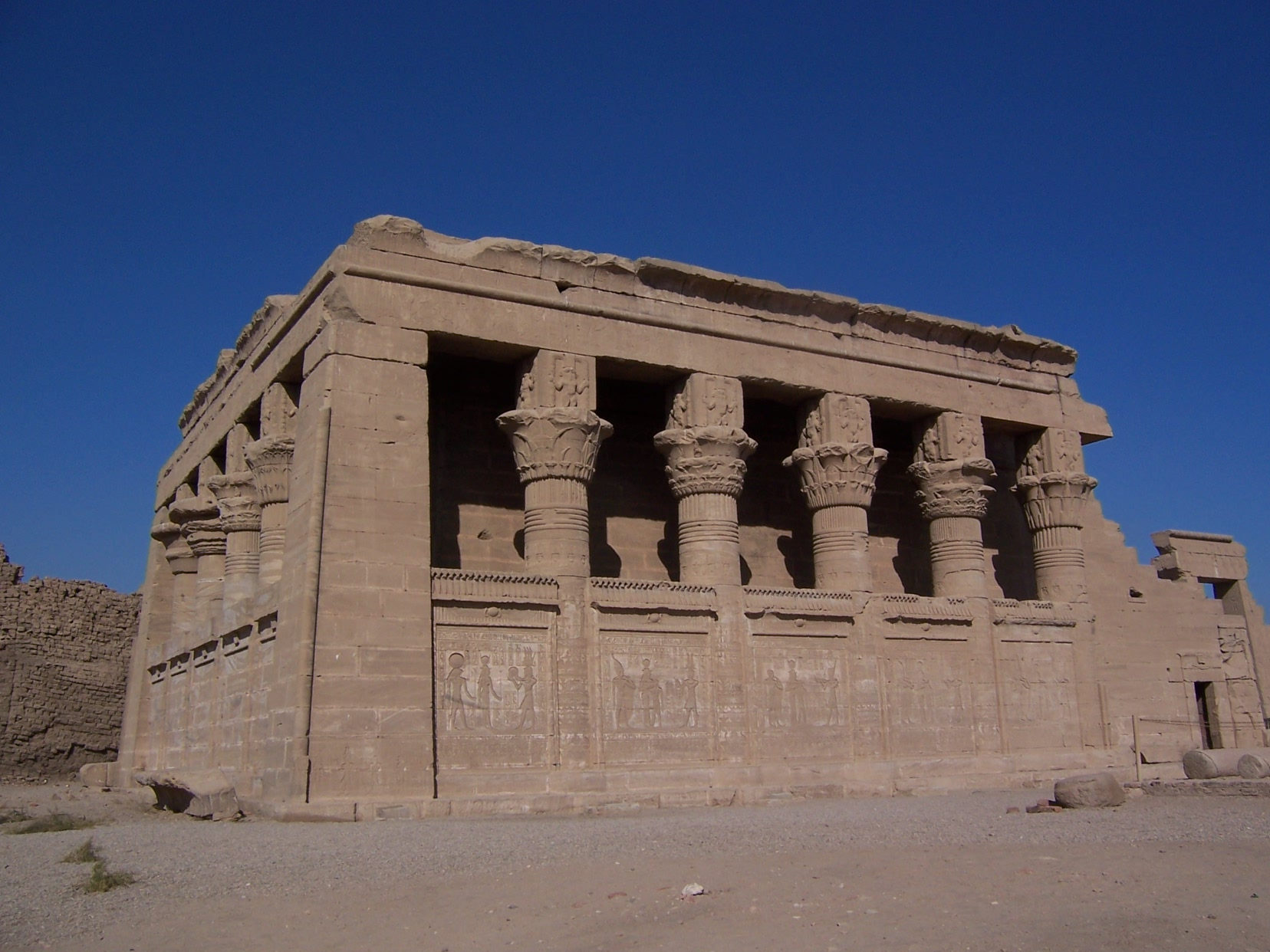
Hathortempel von Dendera

Unmittelbar nach dem Vollmond des elften Monats, am 16. Chenti-chet, folgten in Dendera Anfang April Vorbereitungen für die Reise nach Edfu und die Zeremonie vom „Erstschnitt des Emmers“ sowie der „ersten Früchte des Feldes“. Im Zuge der Feierlichkeiten folgten Dankesgaben, die mit dem „Hervorkommen der Statue von Hathor aus ihrem Tempel“ und anschließendem Transport zu ihren heiligen Barken für die Prozessionsreise verbunden wurden.
Die „Hathor-Flotte“, begleitet vom Bürgermeister der Stadt und anderen Würdenträgern von Dendera sowie Mitgliedern des Priestertums, begann nun auf dem Nil die Fahrt nach Edfu. Unterwegs stoppte der Prozessionszug an Orten mit wichtigen Heiligtümern, um Gottheiten rituell zu begrüßen und andere Priester sowie Opfergaben aufzunehmen. Die Ufer des Nils säumte die stetig anwachsende, tanzende einheimische Bevölkerung, die im Gefolge der Flotte die Pilgerreise nach Edfu antrat.

### Ankunft in Edfu
Zunächst brachte man die Hathor-Statue in ihren eigenen Tempel, ehe der Prozessionszug sich in Richtung des Horus-Tempels in Bewegung setzte. Nach einer kurzen Verweildauer übergab Hathor in der ersten Vereinigung mit Horus das Auge des Re im Allerheiligsten, um später in ihren Tempel zurückzukehren. Nach 14 Tagen war der Hauptfestakt mit Erreichen des Vollmondes beendet. Nach weiteren 14 Tagen erreichten die Barken der Hathor um den 28. Ipet-hemet wieder Dendera, wo ihre Ankunft nach der Vereinigung des Auges von Amun-Re und Horus als rituelle Verschmelzung  gefeiert wurde.
Frühere Annahmen, dass es sich bei dem Ipip-Fest um eine heilige Hochzeit zwischen Amun-Re und Hathor handelte, können zwischenzeitlich nicht mehr bestätigt werden.